# Barraute
Barraute är en kommun och tätort (centre de population) i provinsen Québec i Kanada. Den ligger i regionen Abitibi-Témiscamingue i den västra delen av provinsen. Antalet invånare var 1 986 vid folkräkningen 2021, varav 1 090 i tätorten.